# 3r Japan Record Awards
El 3r Japan Record Awards es va celebrar el 28 de desembre de 1961. En la gala es van reconèixer i premiar els mèrits dels cantants d'aquell 1961. La gala fou retransmesa per la cadena TBS i els presentador va ser Takayuki Akutagawa. El triomf s'ho emportà Frank Nagai amb la seua cançó Kimi Koishi que va guanyar el Grand Prix.

## Guardonats

### Japan Record Awards
- Frank Nagai: Kimi Koishi
  - Lletra: Otoha Shigure
  - Música: Kôka Sassa

### Premi al Millor Vocalista
- Ai George: Glass no Johnny

### Premi a l'Artista Novell
- Miki Nakasone: Kawa wa Nagareru
- Miyuki Yamanaka: Danchi no Ojô-san
- Kōji Hirano: Shiroi hana no Blues
- Akira Matsushima: Koshû
- Tatsumi Fujino: Musume Sandogasa
- Utako Yanagi: Saihate no Uta

### Premi al Millor Compositor
- Chiyoko Shimakura: Koishiteirundamon
  - Música: Shōsuke Ichikawa

### Premi al Millor Arranjador
- Kōji Hirano: Shiroi Hana no Blues
- Yukio Hashi: Isobushi Genta
  - Arranjaments: Takao Saeki

### Premi a la Planificació
- Nippon Columbia, pel seu paper a la història de la música japonesa.

### Premi a la Cançó Infantil
- Toshie Kusunoki: Kakashi no Negaigoto